# IC Telecom
IC Telecom est un opérateur global de télécommunications. Créée en 1999, cette société est spécialisée dans les services de téléphonie sur IP, VoIP et solutions de convergence fixe, mobile, Internet pour les très petites entreprises et les petites et moyennes entreprises.
Racheté en 2012 à la suite d'un dépôt de bilan et d'un plan de reprise par Financière LR, la société intègre le groupe Kertel et prend le nom d'IC Com et exploite la marque Kertel Entreprises.

## Historique
- 1999 : Création de la société IC Telecom
- 2001 : IC Telecom acquiert les deux opérateurs Scarlet et Societel[1].
- 2004 : IC Telecom conclut des partenariats avec France Telecom et Neuf Cegetel et devient un « opérateur en Boucle local ».
- 2005 : IC Telecom obtient la licence L33/L34 auprès de l’ARCEP et devient le 1er opérateur à s'interconnecter en SSURT2-SIP avec France Telecom.
- 2005 : Première mondiale avec le centrex IP par satellite lors du 24e Rallye de Tunisie Optic 2000 disputé du 1er au 11 avril 2005. IC CENTREX fournit toutes les communications pour la téléphonie fixe sur les bivouacs via une transmission par satellite [2].
- 2006 : Lancement de son offre IC PASS qui permet à toute entreprise de tester la téléphonie sur IP sans remettre en cause leur standard téléphonique.
- 2006 : IC Telecom devient un MVNO et lance une offre de convergence de services VoIP et mobile[3].
- 2007 : Rachat d'Active Telecom (fournisseur français d'applications en technologie de Centrex IP et convergence fixe / mobile)[4].
- 2008 : IC Telecom Occupe la première place au classement des opérateurs ToIP[5].
- 2009 : Ouverture d'agences IC Telecom à Lille, Nantes et Paris.
- 2010 : Transfert d'IC Telecom du marché libre vers NYSE Alternext via l'inscription de BSA[6].
- 2011 : En août, la société lève 1,5 M€ sous forme d'obligations indexées sur l'inflation[7]. En octobre, la cotation est provisoirement suspendue à la demande de l'AMF, à la suite d'irrégularités comptables 2010 dénoncées par les Commissaires aux Comptes[8]. En décembre, la presse fait état de retards de paiement de plus de deux mois dans les salaires[9], et mentionne un dépôt de bilan. Ce dépôt de bilan est retranscrit le 14 avril 2012 au greffe des sociétés[10]. La société annonce qu'elle n'est pas en mesure de publier ses comptes pour l'exercice clôturant à fin juin 2011.
- 26 juillet 2012 : Rachat des actifs de IC TELECOM par FINANCIERE LR.
- 1er mars 2013 : IC COM prend le nom de KERTEL ENTREPRISES et reprend une partie de l'activité sous cette nouvelle enseigne

## Chiffres clés
IC Telecom était inscrite depuis juin 2007 sur le Marché libre d'Euronext Paris. Elle a été transférée sur Alternext en 2010. Radiée à la suite d'une liquidation judiciaire en 2012.
Résultats annuels  IC COM (en millier d'euros).
| Année fiscale de référence | 2010      | 2009      | 2008     | 2007     | 2005     | 2004    |
| CA annuel                  | 18 261.00 | 10 460.00 | 4 128.00 | 4 128.00 | 6 893.00 | 3 119.0 |

## Actionnaires et dirigeants chez IC COM
Depuis 2012
- Président mandataire : Financière LR